# Barthélémy Del Bene
 (août 2011).
Si vous disposez d'ouvrages ou d'articles de référence ou si vous connaissez des sites web de qualité traitant du thème abordé ici, merci de compléter l'article en donnant les références utiles à sa vérifiabilité et en les liant à la section « Notes et références ».
Barthélémy Del Bene ou Delbene ou encore d'Elbène (1515-1595) est un écrivain français d'origine toscane.

## Biographie

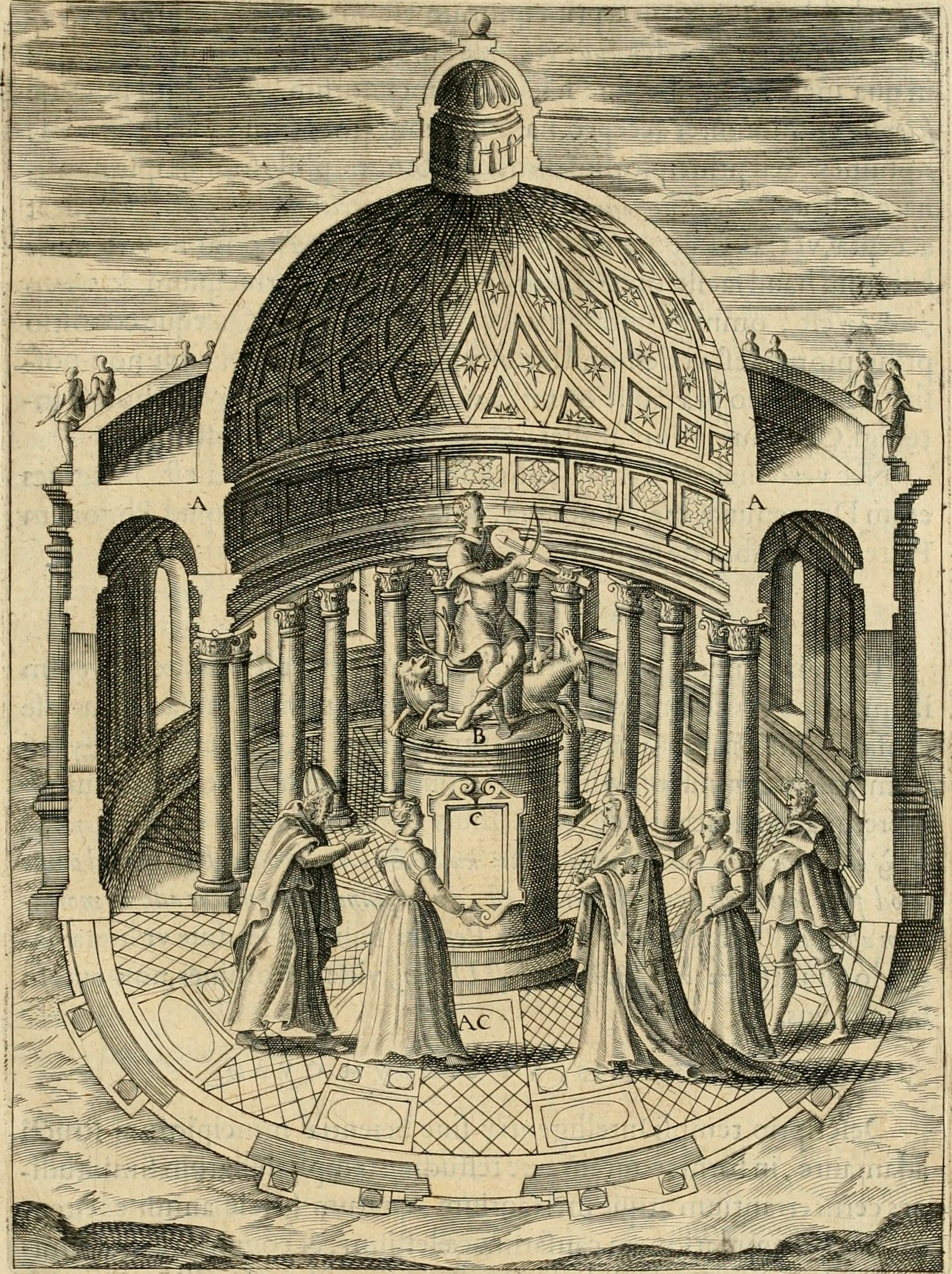
Vue de la ville utopique, dans le temple à l'intelligence, Orphée jouant présenté par Aristote à la reine.

Né le 9 novembre 1515 à Val d'Elsa, il est le fils de Nicolas Delbene issu d'une illustre famille toscane, qui hostile aux Médicis, régnant à Florence a grossi les rangs des fuorusciti, ces bannis dont beaucoup trouvèrent refuge en France.

Il quitte l'Italie pour se fixer à Lyon et est naturalisé français le 23 juin 1533.
Son père, Nicolas Delbene a suivi Louis XII à son retour des campagnes d'Italie et sera maire de Poitiers en 1555-1556.

La famille Del Bene était une famille de banquiers florentins, venue à Lyon à la suite d'un complot manqué contre les Médicis.
Il devient valet de chambre, gentilhomme ordinaire de la chambre du roi Henri II.
Vers 1554-1559, en France, il est attaché au service de Marguerite de Valois, en qualité de chevalier servant. Quand Marguerite devint duchesse de Savoie, Barthélémy Del Bene la suivit à Turin. Il deviendra plus tard son maître d'hôtel de 1568 à 1570, et restera à son service jusqu'à sa mort en 1574. Il rentre alors définitivement à la cour de France sous Henri III et sera chargé plusieurs fois de missions de confiance par Emmanuel-Philibert et Catherine de Médicis.
Il fit partie de l'Académie du Palais, et fut membre de l'Académie des Alterati en 1580 et se lie d'amitié avec à Ronsard.
En 1583, il se rend propriétaire à Albi de moulins, situés sur le Tarn.
Il teste le 14 août 1593 (testament à la Bibliothèque Nationale à Paris) et meurt en 1595, alors qu'il était revenu en France.
Homme d'esprit et d'une rare culture, il composera en italien, des poésies très estimées de son temps et écrira un ouvrage en latin "Civitas veri sive moru, qui ne sera publié qu'en 1609, après sa mort.
Son fils l'historien Alphonse Ier d'Elbène fera carrière dans la politique et la religion.